# Stazione di Montevideo
La stazione di Montevideo (in spagnolo: Estación de Ferrocarriles de Montevideo o Terminal de Trenes de Montevideo)  chiamata anche stazione centrale (Estación Central), è la principale stazione ferroviaria di Montevideo e dell'Uruguay, poiché dopo la chiusura della Stazione Centrale Generale Artigas nel 2003, questa nuova stazione funge da stazione centrale.

## Storia
A seguito dell'attuazione del Piano Phoenix, la stazione Centrale Generale Artigas è stata chiusa e sostituita da una nuova e piccola stazione a 500 metri a nord del vecchio edificio. Il nuovo edificio che attualmente ospita la Stazione Centrale è stato costruito nel 1999 e inaugurato nel 2003. Si stima che la sostituzione di detta stazione abbia avuto conseguenze nella diminuzione dei servizi e dei passeggeri.